# Niels Kurvin
Niels Kurvin (* 27. červenec 1975, Mnichov, Německo) je německý herec a režisér původem z Irska. Dnes[kdy?] žije v Berlíně. Ve známost vstoupil především díky postavě technika Hartmuta Freunda v seriálu Kobra 11 (Alarm für Cobra 11 - Die Autobahnpolizei).

## Umělecká kariéra
Niels Kurvin studoval na Vysoké škole pro hudbu a divadlo "Felix Mendelssohn Bartholdy" v Lipsku. Svůj herecký um začal nejprve uplatňovat v divadlech v Cáchách, Saské Kamenici, Berlíně, Hamburku a v Lipsku, poté se začal objevovat v menších rolích v německých seriálech (Speciální tým Kolín, později ve Wege zum Glück, Áhoj, Robbie) či v německých a zahraničních filmech (Virus Undead, Headhunter: The Assessment Weekend).
Známějším se stal teprve po jeho obsazení do role výstředního technika Kolínské KTU (Kriminální technické oddělení) Hartmuta Freunda, toho hraje od roku 2003. V seriálu se však poprvé objevil mnohem dříve, a sice v pilotním díle 7. série Křest ohněm, kde se až tragicky snažil získat místo kolegy vrchního komisaře Semira Gerkhana (Erdogan Atalay), namísto něj však nastoupil komisař Jan Richter (Christian Oliver). Mladého herce si však všimli scenáristé, a tak byl obsazen do role technika Hartmuta Freunda a od té doby se v seriálu pravidelně objevuje. V  roce 2002 hrál i v seriálu Kobra 11: Nasazení týmu 2.
Jako divadelní režisér stojí za vznikem úspěšného představení Lust auf was Anderes, v hlavní roli s Aylin Esener.

## Osobní život
Niels Kurvin žije se svou dlouholetou partnerkou, herečkou Aylin Esener (* 1975) v Berlíně, za svůj domov však označuje i Mnichov a Kolín nad Rýnem. Mluví anglicky (mateřský jazyk), německy (plynně), francouzsky (plynně), bavorsky a sasky. Měří 187 cm, má modré oči a zrzavé vlasy.
Rád hraje na elektrickou kytaru, šermuje, potápí se, má rád pantomimu, tanec, lyžování, snowboarding, jízdu na koni a holduje in-line bruslím.

## Filmografie
- Der Erbsenzähler
- Steroid
- Místo činu Lipsko - Fürstenschüler
- Katharsis
- Fünf
- The Assessment Weekend
- Od 2002: Kobra 11
- 2002: Kobra 11: Nasazení týmu 2
- 2004: Ahoj, Robbie! (Hallo Robbie!; epizoda: Robbie verzweifelt gesucht)
- 2005: Dark ride
- 2006: Speciální tým Kolín (SOKO Köln; epizoda: Alles auf Sieg)
- 2006: Nemrtvý virus (Headhunter: The Assessment Weekend)
- 2006: Virus undead
- 2006: Final contract: Death on delivery
- 2007: Julie, cesta ke štěstí (Julia - Wege zum Glück)
- 2008: INGA LINDSTRÖM (epizoda: Sommer in Norrsunda)

## Divadlo

### Člen divadel
- Theater Aachen (stálý člen do roku 2003)
- Städtische Theater Chemnitz
- Werk II Leipzig
- Kampnagel Hamburg
- Sophiensaele Berlin

### Role
- Magic afternoon (Joe)
- Roberto Zucco (Bruder)
- Tod eines Handlungsreisenden (Happy)
- Norway today (August)
- Gestochen scharfe Polaroids (Victor)
- Emilia Galotti (Prinz)
- Sluha dvou pánů (Florindo)
- Clavigo (Carlos)
- Sen noci svatojánské (Lysander)
- Howie the Rookie (Rookie Lee)
- Das große Heft
- The Rocky Horror Picture Show
- Mnoho povyku pro nic (Conrad Borachio)
- Cymbelín

## Ocenění
Získal cenu Vontobel-Preis na setkání hereckých škol v Rostocku za hru Cymbelín.

## Režie
- 2012: Entschleunigt

## Scénář
- 2012: Entschleunigt

## Produkce
- 2012: Entschleunigt

## Střih
- 2012: Entschleunigt

## Zvuk
- 2012: Entschleunigt

## Aktuální vlastní produkce

### Film
- Mission Badge - portrét/dokument, cca 15 min. (produkce, režie)
- Entschleunigt (Zpomalení), 2012 - krátký film, drama/western, 27 min. (produkce, režie)

### Divadlo
- Kleist-statt der Augen grüne Gläser, 2009 - 80 min. (produkce, režie, herec)
- Lust auf was Anderes, 2007 - 100 min. (produkce, režie, herec)